# Eduard Atuesta
Eduard Andrés Atuesta Velasco (Vélez, Santander; 18 de junio de 1997) es un futbolista colombiano. Juega como mediocampista central y su equipo actual es el Orlando City de la MLS.

## Trayectoria

### Inicios
Sus inicios en el fútbol competitivo se dieron en Floridablanca, Santander donde estaba por la dirección técnica de Gustavo "Pipe" Rojas y Leonardo Chacón, profesor de futbol del Colegio Agustiniano de Floridablanca. En el Club Independiente Floridablanca, allí se destacó como un gran jugador teniendo solo 14 años de edad. 

### Independiente Medellín
DIM que lo vio en 2013 y lo trajo a sus divisiones menores. El mediocampista central nació en Vélez, Santander el 18 de junio de 1997, actualmente entrena con el equipo profesional y disputa la categoría Primera A de la Liga Antioqueña de Fútbol; cuadro del que además es el capitán.   
Sus primeros entrenadores en el ‘Decano’ fueron David Montoya y Óscar Pérez, ambos vieron en el volante unas grandes condiciones, por las mismas fue convocado a la selección del departamento con la que consiguió dos torneos nacionales y la medalla de oro en los Juegos Nacionales 2015.
Fue convocado por primera vez para un encuentro profesional el 2 de marzo de 2016, esa noche el DIM jugó por la fecha 02 de la Copa Águila ante Envigado F.C., el partido terminó 1 a 1. Eduard no ingresó al terreno de juego.

### Los Ángeles FC
El 27 de febrero se confirmó su fichaje por Los Ángeles FC de la Major League Soccer. Debuta el 31 de marzo en la derrota 4 por 3 en su visita a Los Angeles Galaxy ingresando desde el minuto 68 por Latif Blessing.
El 22 de abril marca su primer gol del año 2019 en la goleada 4 por 1 sobre Seattle Sounders. Vuelve a marca el 27 de julio en la victoria 4 por 3 sobre Atlanta United, el 26 de septiembre marca en el 3-1 contra Houston Dynamo y el 30 de octubre marca su último gol del año en la eliminación a manos de Seattle Sounders perdiendo 3 por 1.

## Selección nacional

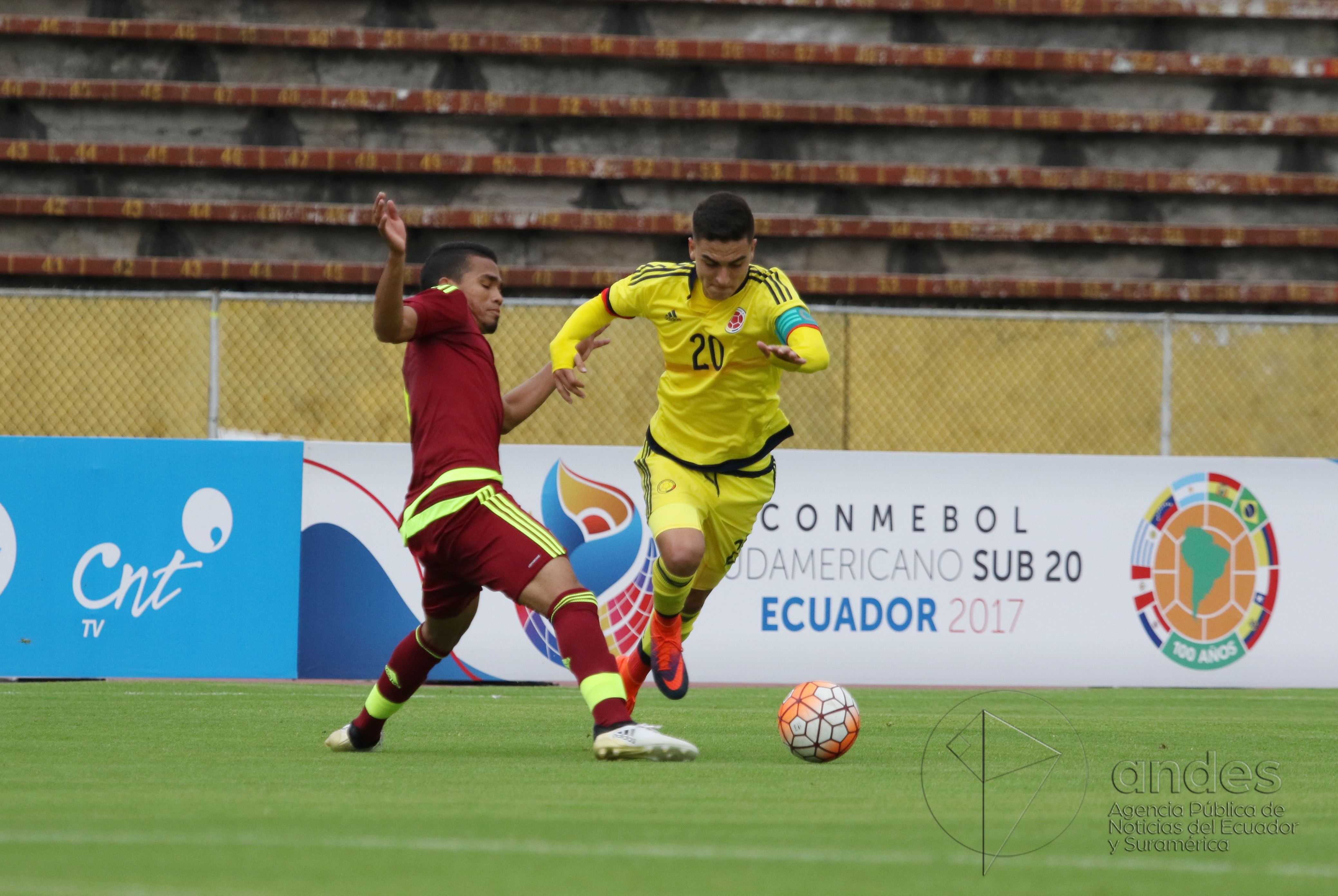
Colombia vs Venezuela Sub-20.

### Selecciones juveniles
Es convocado por la Selección Sub-20 de Colombia para disputar el Campeonato Sudamericano Sub-20 en Ecuador, en este campeonato se destacó como uno de los jugadores más sobresalientes de la selección, siendo el capitán y con un gran rendimiento en el torneo. 

#### Participaciones en juveniles
| Competición                   | Sede     | Resultado  | Partidos | Goles |
| ----------------------------- | -------- | ---------- | -------- | ----- |
| Sudamericano Sub-20 de 2017   | Ecuador  | Fase final | 7        | 0     |
| Preolímpico Sudamericano 2020 | Colombia | Fase final | 6        | 1     |

### Selección absoluta
El 24 de mayo de 2022 sería convocado por primera vez a la Selección Colombia. Esto con miras de disputar un amistoso frente a Arabia Saudita a comienzos de junio. Debutó el 5 de junio en la victoria 1-0 sobre Arabia Saudita.

## Estadísticas

### Clubes
Actualizado al último partido disputado el 22 de septiembre de 2024.
| Club | Div.          | Temporada     | Liga  | Liga  | Liga   | Estaduales | Estaduales | Estaduales | Copas nacionales (1) | Copas nacionales (1) | Copas nacionales (1) | Copas internacionales | Copas internacionales | Copas internacionales | Total | Total | Total  |
| Club | Div.          | Temporada     | Part. | Goles | Asist. | Part.      | Goles      | Asist.     | Part.                | Goles                | Asist.               | Part.                 | Goles                 | Asist.                | Part. | Goles | Asist. |
| --- | ------------- | ------------- | ----- | ----- | ------ | ---------- | ---------- | ---------- | -------------------- | -------------------- | -------------------- | --------------------- | --------------------- | --------------------- | ----- | ----- | ------ |
| Independiente Medellín · Colombia | 1.ª           | 2016          | 4     | 0     | 0      | —          | —          | —          | 6                    | 0                    | 0                    | 1                     | 0                     | 0                     | 11    | 0     | 0      |
| Independiente Medellín · Colombia | 1.ª           | 2017          | 24    | 0     | 2      | —          | —          | —          | 7                    | 0                    | 0                    | 1                     | 0                     | 0                     | 32    | 0     | 2      |
| Independiente Medellín · Colombia | 1.ª           | 2018          | 1     | 0     | 0      | —          | —          | —          | —                    | —                    | —                    | —                     | —                     | —                     | 1     | 0     | 0      |
| Independiente Medellín · Colombia | Total club    | Total club    | 29    | 0     | 2      | —          | —          | —          | 13                   | 0                    | 0                    | 2                     | 0                     | 0                     | 44    | 0     | 2      |
| Los Angeles Estados Unidos | 1.ª           | 2018          | 26    | 1     | 2      | —          | —          | —          | 3                    | 0                    | 1                    | —                     | —                     | —                     | 29    | 1     | 3      |
| Los Angeles Estados Unidos | 1.ª           | 2019          | 32    | 4     | 8      | —          | —          | —          | 3                    | 0                    | 1                    | —                     | —                     | —                     | 35    | 4     | 9      |
| Los Angeles Estados Unidos | 1.ª           | 2020          | 20    | 2     | 2      | —          | —          | —          | —                    | —                    | —                    | 3                     | 0                     | 1                     | 23    | 2     | 3      |
| Los Angeles Estados Unidos | 1.ª           | 2021          | 24    | 2     | 7      | —          | —          | —          | —                    | —                    | —                    | —                     | —                     | —                     | 24    | 2     | 7      |
| Los Angeles Estados Unidos | 1.ª           | 2024          | 27    | 3     | 1      | —          | —          | —          | 3                    | 0                    | 0                    | 7                     | 0                     | 0                     | 37    | 3     | 1      |
| Los Angeles Estados Unidos | Total club    | Total club    | 129   | 12    | 20     | —          | —          | —          | 9                    | 0                    | 2                    | 10                    | 0                     | 1                     | 148   | 12    | 23     |
| Palmeiras · Brasil | 1.ª           | 2022          | 26    | 1     | 0      | 13         | 0          | 0          | 2                    | 0                    | 0                    | 11                    | 0                     | 2                     | 52    | 1     | 2      |
| Palmeiras · Brasil | 1.ª           | 2023          | 1     | 0     | 0      | 6          | 1          | 0          | —                    | —                    | —                    | —                     | —                     | —                     | 7     | 1     | 0      |
| Palmeiras · Brasil | 1.ª           | 2024          | —     | —     | —      | 1          | 0          | 0          | —                    | —                    | —                    | —                     | —                     | —                     | 1     | 0     | 0      |
| Palmeiras · Brasil | Total club    | Total club    | 27    | 1     | 0      | 20         | 1          | 0          | 2                    | 0                    | 0                    | 11                    | 0                     | 2                     | 60    | 2     | 2      |
| Total carrera | Total carrera | Total carrera | 185   | 13    | 22     | 20         | 1          | 0          | 23                   | 0                    | 2                    | 23                    | 0                     | 3                     | 252   | 14    | 27     |
| (1) Incluye datos de Copa Colombia (2016 y 2017), U.S Open Cup (2018-Act) y Copa de Brasil (2022)(2) Incluye datos de Copa Sudamericana (2016 y 2017), Concacaf Champions Cup (2020), Copa Libertadores (2022), Recopa Sudamericana (2022) y Mundial de Clubes (2022) y Leagues Cup (2024) |               |               |       |       |        |            |            |            |                      |                      |                      |                       |                       |                       |       |       |        |

### Selección
Actualizado al último partido disputado el 5 de junio de 2022.
| Selección | Año   | Amistosos | Amistosos | Copa América | Copa América | Copa Mundial | Copa Mundial | Eliminatorias | Eliminatorias | Total | Total |
| Selección | Año   | Part.     | Goles     | Part.        | Goles        | Part.        | Goles        | Part.         | Goles         | Part. | Goles |
| --------- | ----- | --------- | --------- | ------------ | ------------ | ------------ | ------------ | ------------- | ------------- | ----- | ----- |
| Sub-20    | 2017  | --        | --        | --           | --           | --           | --           | 7             | 0             | 7     | 0     |
| Sub-20    | Total | --        | --        | --           | --           | --           | --           | 7             | 0             | 7     | 0     |
| Sub-23    | 2019  | 2         | 0         | --           | --           | --           | --           | --            | --            | 2     | 0     |
| Sub-23    | 2020  | 1         | 0         | --           | --           | --           | --           | 6             | 1             | 7     | 1     |
| Sub-23    | Total | 3         | 0         | --           | --           | --           | --           | 6             | 1             | 9     | 1     |
| Absoluta  | 2022  | 1         | 0         | --           | --           | --           | --           | --            | --            | 1     | 0     |
| Absoluta  | Total | 1         | 0         | --           | --           | --           | --           | --            | --            | 1     | 0     |
| Total     | Total | 4         | 0         | 0            | 0            | 0            | 0            | 13            | 1             | 17    | 1     |

## Palmarés

### Campeonatos regionales
| Título              | Equipo    | Sede      | Año  |
| ------------------- | --------- | --------- | ---- |
| Campeonato Paulista | Palmeiras | São Paulo | 2022 |
| Campeonato Paulista | Palmeiras | São Paulo | 2023 |

### Títulos nacionales
| Título                 | Equipo                    | País           | Año  |
| ---------------------- | ------------------------- | -------------- | ---- |
| Torneo Apertura        | Independiente Medellín    | Colombia       | 2016 |
| MLS Supporters' Shield | Los Angeles Football Club | Estados Unidos | 2019 |
| Campeonato Brasileño   | Palmeiras                 | Brasil         | 2022 |
| Supercopa de Brasil    | Palmeiras                 | Brasil         | 2023 |
| Campeonato Brasileño   | Palmeiras                 | Brasil         | 2023 |
| U.S Open Cup           | Los Angeles Football Club | Estados Unidos | 2024 |

### Títulos internacionales
| Título              | Equipo    | Sede               | Año  |
| ------------------- | --------- | ------------------ | ---- |
| Recopa Sudamericana | Palmeiras | Curitiba/São Paulo | 2022 |